# Liste von ZDFneo-Sendungen

Logo des Senders ZDFneo

Die Liste von ZDFneo-Sendungen ist eine unvollständige Zusammenstellung von derzeitigen und ehemaligen Formaten des Fernsehsenders ZDFneo, die mindestens aus drei Folgen bestehen.

## Derzeit ausgestrahlte Sendungen

### Aktuelle Serien (Neoriginal)
| Serie                       | Genre                              | Details                   |
| --------------------------- | ---------------------------------- | ------------------------- |
| Deadlines                   | Dramedy                            | 16 Episoden in 2 Staffel  |
| Der Schatten                | Thriller, Drama, Mystery           | 6 Episoden in 1 Staffel   |
| Die Macht der Kränkung      | Drama, Krimi, Thriller, Anthologie | 12 Episoden in 2 Staffeln |
| Doppelhaushälfte            | Sitcom                             | 24 Episoden in 3 Staffeln |
| Hameln                      | Horror, Thriller                   | 6 Episoden in 1 Staffel   |
| I don’t work here           | Comedy                             | 8 Episoden in 1 Staffel   |
| Ich dich auch!              | Sitcom                             | 16 Episoden in 2 Staffeln |
| Jugend – es ist kompliziert | Comedy, Anthologie                 | 8 Episoden in 1 Staffel   |
| Like a Loser                | Sitcom                             | 8 Episoden in 1 Staffel   |
| Love Sucks                  | Vampirserie                        | 8 Episoden in 1 Staffel   |
| Parfum                      | Drama                              | 6 Episoden in 1 Staffel   |
| Pumpen                      | Sitcom                             | 18 Episoden in 1 Staffel  |
| Push                        | Drama                              | 6 Episoden in 1 Staffel   |
| Ruby                        | Sitcom                             | 8 Episoden in 1 Staffel   |
| Safe                        | Drama                              | 8 Episoden in 1 Staffel   |
| Sløborn                     | Drama                              | 14 Episoden in 2 Staffeln |
| Tschappel                   | Sitcom                             | 8 Episoden in 1 Staffel   |
| Vierwändeplus               | Sitcom                             | 8 Episoden in 1 Staffel   |
| Was wir fürchten            | Horror, Thriller                   | 6 Episoden in 1 Staffel   |
| Wir                         | Drama                              | 48 Episoden in 4 Staffeln |

### Kommende Produktionen (Neoriginal)
| Serie                     | Genre          | Details                 | Premiere 1       |
| ------------------------- | -------------- | ----------------------- | ---------------- |
| KraNK                     | Medical, Drama |                         |                  |
| BFF – Best Family Forever | Comedy         | 8 Episoden in 1 Staffel | 25. Oktober 2024 |

### Weitere Eigenproduktionen
| - Hin und weg – Der Auslands-Check (seit 2011) - blond, ledig testet … (seit 2011) - Das Kneipenquiz (seit 2012) - Wie werd’ ich …? (seit 2013) - Abgefahren – Wissen auf Rädern (seit 2013) - Deutsches Fleisch (seit 2013) - Beef Brothers (seit 2013) - Auf der Flucht – das Experiment (seit 2013) - Bares für Rares (seit 2013) - Kessler ist … (seit 2014) - Dinner Date (seit 2019) - Dunkelstadt (seit 2020) - MaiThink X – Die Show (seit 2021) - Neo Ragazzi (seit 2023) - Edins Neo Night (seit 2024) | - 37 Grad (seit 2009) - Die Küchenschlacht (seit 2009) - heute-show (seit 2009) - Lafer! Lichter! Lecker! (seit 2009) - Lanz kocht! (seit 2009) - Terra X (seit 2009) - Das Duo (seit 2009) - Wilsberg (seit 2009) - Wetten, dass..? (seit 2009) - Neu im Kino (seit 2009) - SOKO Leipzig (seit 2010) - Aktenzeichen XY … ungelöst (seit 2010) - Bella Block (seit 2010) - Frag den Lesch (seit 2010, bis 2013 Leschs Kosmos) - Kommissarin Lund – Das Verbrechen (seit 2011) - Terra Xpress (seit 2011) - Nordlicht – Mörder ohne Reue (seit 2011) - ZDF Mashups (seit 2011) - Flemming (seit 2011) - Der Kriminalist (seit 2011) - Letzte Spur Berlin (seit 2012) - Die Brücke – Transit in den Tod (seit 2012) - SOKO Stuttgart (seit 2012) - Wege zum Glück – Spuren im Sand (seit 2012) - Bianca – Wege zum Glück (seit 2012) - Nicht nachmachen! (seit 2012) - Herzflimmern – Die Klinik am See (seit 2012) - Nachtschicht (seit 2012) - Die Rettungsflieger (seit 2013) - Stadt, Land, Lecker (seit 2016) - Duell der Gartenprofis (seit 2019) |

### Fremdproduktionen
| - Der Extremtester (seit 2009) - Hustle – Unehrlich währt am längsten (seit 2009) - Miami Vice (seit 2009) - Spooks – Im Visier des MI5 (seit 2009) - Tierisch Extrem (seit 2010) - Inspector Barnaby (seit 2010) - Blut, Schweiß & T-Shirts (seit 2010) - Blut, Schweiß & Fastfood (seit 2010) - Discovery Atlas (seit 2010) - Mad Men (seit 2010) - Was essen wir Morgen (seit 2010) - Inspector Lynley (seit 2011) - Raumschiff Enterprise (seit 2011) - Magnum (seit 2011) - Luther (seit 2011) - Lewis – Der Oxford Krimi (seit 2011) - Amazing Planet (seit 2011) - Next World (seit 2011) - Einfach überirdisch! (seit 2011) - Michael Mosley (seit 2011) - Große Städte, Große Träume (seit 2011) | - Verdict Revised – Unschuldig verurteilt (seit 2011) - In Treatment – Der Therapeut (seit 2011) - Death in Paradise (seit 2012) - The Knick (ab 2016) - House of Lies (seit 2013) - Magic City (seit 2013) - Monk (seit 2016) - Orange Is the New Black (seit 2017) - Orphan Black (seit 2014) - Seven Days – Das Tor zur Zeit (seit 2016) - Candice Renoir (seit 2016) - The Rookie (seit 2020) - Killing Eve (seit 2023) |

## Ehemals ausgestrahlte Sendungen

### Ehemalige Serien (Eigenproduktionen)
| Serie                   | Genre                   | Veröffentlichungsjahr |
| ----------------------- | ----------------------- | --------------------- |
| Another Monday          | Mystery, Drama          | 2022                  |
| Blaumacher              | Drama, Schwarze Komödie | 2017                  |
| Blockbustaz             | Sitcom                  | 2016–2018             |
| Breaking Even           | Drama                   | 2020                  |
| Bruder – Schwarze Macht | Drama, Miniserie        | 2017                  |
| Dead End                | Krimi, Schwarze Komödie | 2019                  |
| Decision Game           | Thriller, Drama         | 2022                  |
| Deutscher               | Drama, Miniserie        | 2020                  |
| Dunkelstadt             | Krimi                   | 2020                  |
| Eichwald, MdB           | Sitcom, Satire          | 2015, 2019            |
| Komm schon!             | Sitcom                  | 2015                  |
| Im Knast                | Sitcom                  | 2015–2017             |
| Lobbyistin              | Drama                   | 2017                  |
| Nix Festes              | Sitcom                  | 2018, 2021            |
| Ruby                    | Sitcom                  | 2022                  |
| Start the fck up        | Sitcom                  | 2021                  |
| Tanken – mehr als Super | Sitcom                  | 2018                  |
| Tempel                  | Drama                   | 2016                  |
| The Drag and Us         | Sitcom                  | 2021                  |
| Unbroken                | Thriller, Drama, Krimi  | 2021                  |

### Weitere ehemalige Eigenproduktionen
| - Mein Superschnäppchen-Haus (2009) - SOS Tierbabys (2009) - Mein Traum von mir – Das Ende der Schulzeit (2009–2010) - Tierisch Kölsch (2009–2010) - Der Straßenchor (2009–2010) - Final 24 (2009–2010) - Hochzeitsfieber! (2009–2010) - Die Deutschen (2009–2010) - Comedy Lab (2009–2010) - Ent-oder-Weder! (2009–2010) - Süper Tiger Show (2009–2012) - neoMusic (2009–2012) - Traumberuf Tierarzt (2010) - Plan B (2010) - Auswandern auf Probe (2010) - Das Schrotthotel (2010) - Die Promi-Pauker (2010–2011) - Free-Agents – zweisam einsam (2010–2011) - Stuckrad Late Night (2010–2012) - Bambule (2012–2015) - Da wird mir übel (2011–2014) - Herr Eppert sucht … (2011–2018) - iss oder quizz (2011–2012) - Teddy’s Show (2011–2012) - TVLab (2011–2015) - neoParadise (2011–2013) - Wild Germany (2011–2013) - Junior Docs (2012–2015) - Zirkus Rojinski (2012–2013) - Heiß & Fettig! (2013–2014) - Nate light (2013–2014) - Sonneborn rettet die Welt (2013) - Heimwärts mit… (2013) - Neo Magazin Royale (2013–2019) - Deutschland von außen (2014) - Kuttner plus Zwei (2014–2017) - Schulz & Böhmermann (2016–2018) - Neomaniacs (2017) - entweder – oder? (2017) - Undercover (2019) - Studio Schmitt (2021–2023) - Game Two (2021–2025) - Glow Up – Deutschlands nächster Make-up-Star (2022–2023) - Neo Tropic Tonight (2024) | - 30 Rock (2009–2015) - In Plain Sight – In der Schusslinie (2009–2011) - Jeff Corwins tierische Abenteuer (2009–2011) - Kleine Familie sucht große Liebe (2009–2011) - Monkey Thieves (2009–2011) - Seinfeld (2009–2012) - Afrikas Tier-Kindergarten (2010) - Daheim in der Wildnis (2009–2010) - Das Ende der Kindheit (2009–2010) - Der Kontinent (2009–2010) - Die Schrottjäger (2009–2010) - Die 2 (2012–2014) - GSI – Spezialeinheit Göteborg (2010) - Hautnah – Die Methode Hill (2009–2010) - Huff – Reif für die Couch (2009–2010) - Leben auf dem Fluss (2009) - Liebe ohne Grenzen (2009–2010) - Mamas Traumjob (2009–2010) - Taking the Flak – Reporter auf Kriegsfuß (2009–2010) - Dirty Sexy Money (2010–2012) - How Not to Live Your Life – Volle Peilung (2010–2011) - Waking the Dead – Im Auftrag der Toten (2010) - Weeds – Kleine Deals unter Nachbarn (2010–2012) - Being Erica – Alles auf Anfang (2011) - Beverly Hills (2011–2012) - Hart aber herzlich (2011–2017) - Hopkins Hospital – zwischen Leben und Tod (2011–2013) - Louis Theroux (2011–2015) - Six Feet Under (2011–2012) - The Big C (2011–2014) - Agentin mit Herz (2012–2014) - Antworten auf fast alles (2012–2015) - Die Nanny (2012–2014) - Downton Abbey (2012–2017) - Holiday Hijack – von 5 auf 0 Sterne (2012–2014) - Jimmy’s Food Factory (2012–2014) - Mach mich gesund – der Ernährungscoach (2012–2015) - Planet Cake (2012–2015) - The Body Farm (seit 2012–2020) - The Fades (2012–2014) - The Middle (2012–2015) - Misfits (2013–2014) - The Aliens (2016) |